# Kuba Szyperski
Jakub Szyperski (ur. 6 lipca 1997 w Inowrocławiu) – polski aktor teatralny, musicalowy i dubbingowy oraz piosenkarz. Śpiewa kontratenorem.

## Edukacja
Ukończył szkołę podstawową, gimnazjum i I Liceum Ogólnokształcące im. Jana Kasprowicza w Inowrocławiu.  
Jako dziecko zaczął przejawiać zainteresowanie muzyką i teatrem, dlatego matka zapisała go na profesjonalne lekcje wokalistyki. Jego pierwszym wieloletnim nauczycielem śpiewu był Remigiusz Kuźmiński. Kształcąc głos pod jego kierunkiem, zdobywał liczne sukcesy, m.in. w 2011 wygrał Ogólnopolski Konkurs Piosenki Europejskiej „Nutka Poliglotka” w Warszawie i w 2012 został finalistą trzeciej edycji programu Must Be the Music. Tylko muzyka w telewizji Polsat. W liceum trafił do szkolnego Inowrocławskiego Teatru Otwartego, z którym wziął udział w wielu spektaklach scenicznych zdobywając m.in. Srebrny Medal za sztukę Korytarz podczas XXIV Konfrontacji Amatorskiej Twórczości Artystycznej Regionu Kujawsko-Pomorskiego i występował podczas Ogólnopolskiego Festiwalu Małych Form Teatralnych "Arlekinada".
W 2021 ukończył studia w Akademii Teatralnej im. Aleksandra Zelwerowicza w Warszawie na kierunku aktorstwo teatru muzycznego. W spektaklu dyplomowym Przybysz w reż. W. Kościelniaka w Teatrze Collegium Nobilium wcielił się w rolę Starego. W czasie studiów kształcił się nie tylko w zakresie aktorstwa, ale także kontynuował naukę śpiewu m.in. pod kierunkiem Anny Serafińskiej i Anny Grabowskiej oraz rozwijał umiejętności taneczne.

## Kariera zawodowa
Uczestniczył w X Przystanku PaT na Stadionie Narodowym w Warszawie. W latach 2013-2016 był solistą Polskiej Orkiestry Muzyki Filmowej. Od 2017 jest aktorem Teatru Dramatycznego m.st. Warszawy, w którym wcielał się m.in. w rolę Piotra w musicalu Jesus Christ Superstar (2018-2019), poza tym występuje w spektaklach: Kinky Boots (reż. E. Pietrowiak), Księżniczce Turandot (reż. O. Spišák), Rewizor (reż. J. Murawicki), Człowiek z La Manch i Cabaret. Współpracuje z krakowskim Teatrem Variete (musicale: Pretty Woman, Chicago, Variété Great Revue i Rent) oraz warszawskimi teatrami: Roma (Jednego serca z piosenkami Czesława Niemena), Komedia i Współczesnym (Z ręką na gardle – piosenki Ewy Demarczyk). Współpracował także z Teatrem Rampa, a także  ze Studiem Piosenki Teatru Polskiego Radia w przedstawieniu muzycznym z piosenkami Tadeusza Woźniaka oraz ikonami polskiego filmu i teatru m.in. ze Zbigniewem Zamachowskim, Anną Sroką-Hryń i Marcinem Perchuciem.
Pracuje także jako aktor dubbingowy, użyczył swojego głosu w produkcjach dystrybutorów, takich jak: Disney, Netflix, Cartoon Network, Monolith Films czy Nickelodeon. Poza tym w 2019 zagrał rolę Grzegorza Skowrońskiego w 73. odcinku serialu sensacyjno-kryminalnego Ślad w telewizji Polsat.
Wspólnie z Piotrem Zubkiem i Michałem Juraszkiem współtworzył grupę wokalną Divine Division. Gra także koncerty solowe.
Jesienią 2024 wygrał 21. edycję programu Twoja twarz brzmi znajomo w telewizji Polsat. W finałowym odcinku wcielił się w postać Margo Smith z utworem pt. „He Taught Me to Yodel”. Otrzymaną nagrodę finansową przeznaczył na Fundację „Twarze Depresji”, której jest jednym z ambasadorów.
Jest jednym z uczestników internetowego programu rozrywkowego Dzikie ucho nadawanego w serwisie YouTube i wraz z innymi wokalistami tego projektu nagrał m.in. nową wersję utworu „Kolorowe sny” z repertuaru grupy Just 5.

## Recenzje
W ujęciu krytyka teatralnego Jacka Sieradzkiego Szyperski jawił się jako jeden z najbardziej obiecujących wykonawców sezonu teatralnego 2023. Krytyk teatralny podkreślił niezwykłą skalę głosu aktora – zarówno w pełnym brzmieniu, jak i w falsecie – oraz jego wybitne zdolności zespołowe, szczególnie widoczne w spektaklu Z ręką na gardle w reżyserii Anny Sroki-Hryń. Choć widowisko opiera się na silnej kolektywnej strukturze – zgranej siódemce wykonawców, spójnej stylistyce muzycznej i wizualnej – to rola Szyperskiego (Ćma) wybija się dzięki czystości wysokich dźwięków, precyzji ruchowej i scenicznemu wyczuciu w złożonych układach choreograficznych. Sieradzki sugeruje, że prezentowany przez aktora poziom profesjonalizmu mógłby stanowić przepustkę do dalszego rozwoju kariery scenicznej . Szyperski został dostrzeżony także w zestawieniu „szczęśliwej trzynastki” – autorskim podsumowaniu najlepszych spektakli roku 2023 Wiesława Kowalskiego za udział w spektaklu Z ręką na gardle . Za rolę w tym spektaklu w 2024 roku został nominowany do nagrody Teatralne Nagrody Muzyczne im. Jana Kiepury w kategorii „Najlepszy wokalista musicalowy” 